# Doireann Ní Bhriain
Doireann Ní Bhriain (Dublin, Irlanda, 1952) é uma apresentadora de rádio irlandesa.Foi a apresentadora da Eurovisão 1981 que se realizou em Dublin.